# Lettre de Zinoviev
La lettre de Zinoviev est un document frauduleux publié par le journal britannique Daily Mail quatre jours avant les élections générales britanniques de 1924. Il se présentait comme une directive par laquelle Grigori Zinoviev, le chef de l'Internationale communiste (Komintern, Moscou) ordonnait au Parti communiste de Grande-Bretagne de se livrer à toutes sortes d'activités séditieuses. Il disait que le rétablissement de relations diplomatiques entre le Royaume-Uni et l'Union soviétique par un gouvernement travailliste hâterait la radicalisation de la classe ouvrière britannique. Cette lettre, au cas où elle aurait été authentique, aurait constitué une interférence outrageante dans la politique britannique, dont la révélation aurait nui au parti travailliste. La lettre parut authentique à l'époque, mais selon un ouvrage de 2014, les derniers travaux historiques la considéraient comme un faux. Cette lettre profita au Parti conservateur, en hâtant l'effondrement des votes pour le Parti libéral, effondrement qui valut une victoire écrasante aux conservateurs. A. J. P. Taylor soutient que l'effet le plus important de la lettre fut son effet psychologique sur les travaillistes, qui, pendant des années, imputèrent leur défaite à un coup traître, méconnaissant ainsi les forces politiques en jeu et sursoyant à des réformes nécessaires dans leur parti.

## Histoire

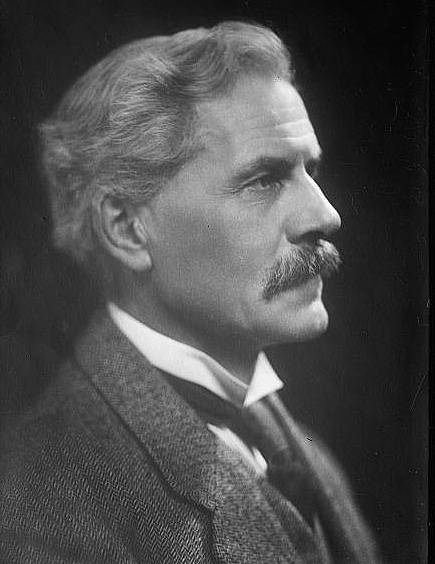
Le Premier ministre Ramsay MacDonald, chef de l'éphémère gouvernement travailliste de 1924

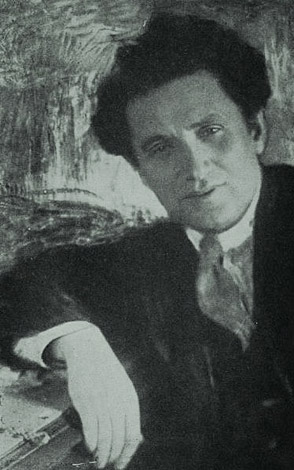
Grigori Zinoviev, chef du Comité exécutif du Komintern

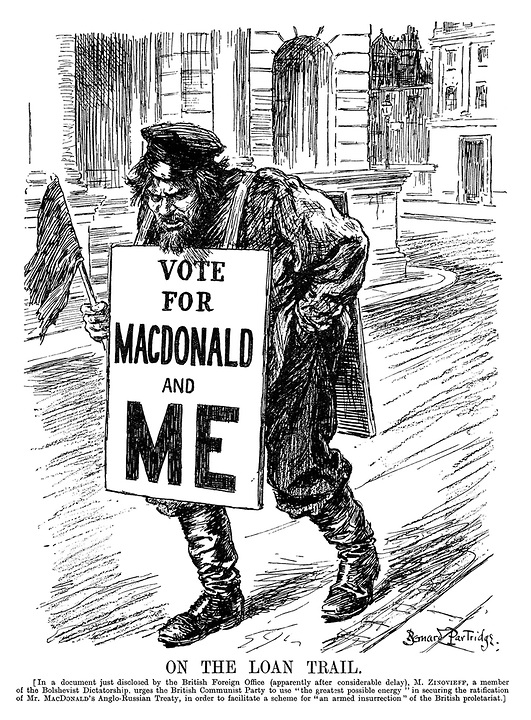
Dessin du Punch, paru après la publication de la lettre et montrant un bolchevik stéréotypé portant un panneau d'homme-sandwich où se lit le slogan « Votez pour MacDonald et moi »

### Arrière-plan
En 1924, le Parti travailliste, de tendance socialiste, forme un gouvernement pour la première fois. C'est cependant un gouvernement minoritaire, susceptible de tomber si les conservateurs et les libéraux s'unissaient contre lui. En politique étrangère, le gouvernement reconnaît l'Union soviétique en février 1924 et propose de lui prêter de l'argent. Le 8 octobre 1924, le gouvernement travailliste de Ramsay MacDonald fait l'objet d'une motion de censure à la Chambre des communes, ce qui oblige MacDonald à demander au roi George V la dissolution du Parlement et de nouvelles élections. La cause immédiate de la défaite parlementaire était la décision du gouvernement d'arrêter les poursuites intentées en application de la loi de 1797 contre l'incitation à la rébellion (en) à charge de l'éditeur communiste John Ross Campbell (en), à qui il était reproché d'avoir publié dans le Workers Weekly (en) une lettre ouverte appelant les soldats à « faire savoir que ni dans la guerre des classes ni dans une guerre militaire, vous ne tournerez vos fusils contre vos camarades travailleurs. » Des élections générales furent fixées au 29 octobre,.

### La lettre
Vers la fin de la brève campagne électorale apparaît dans la presse le texte d'une lettre se présentant comme émanant de Grigory Zinoviev, chef du Comité exécutif de l'Internationale communiste (Komintern, Moscou), d'Otto Wille Kuusinen, Secrétaire du Komintern et d'Arthur MacManus (en), un délégué britannique à une conférence du Comité exécutif, et comme adressée au Comité central du Parti communiste de Grande-Bretagne (CPGB).
Un passage particulièrement compromettant de cette lettre disait :
« Un règlement des relations entre les deux pays contribuera à rendre révolutionnaire le prolétariat international et britannique et amènera un soulèvement victorieux dans tous les secteurs ouvriers d'Angleterre, vu que l'établissement de contacts étroits entre les prolétariats britannique et russe, l'échange de délégations et de travailleurs etc. vont nous permettre d'étendre et de développer la propagande des idées léninistes en Angleterre et dans les colonies »

### Publication
On n'a jamais trouvé un original de la lettre; le bureau de Riga du Secret Intelligence Service (MI6) en envoya le texte par télégramme au bureau central, où il arriva le 9 octobre 1924. Il fut publié dans le quotidien conservateur Daily Mail le 25 octobre, quatre jours avant les élections. Les relations entre la Grande-Bretagne et l'Union soviétique étaient alors à un point délicat, en raison de l'opposition conservatrice à la ratification parlementaire du traité de commerce anglo-soviétique du 8 août.
La publication de la lettre était très embarrassante pour le Premier ministre MacDonald et son parti, le Parti travailliste. Bien que ce parti pût craindre de perdre tout poste gouvernemental, MacDonald plaçait encore de l'espoir dans la campagne électorale. Après la publication de la lettre, toute chance était anéantie, le spectre d'une révolution intérieure et d'un gouvernement inconscient du péril dominant l'esprit public. Les efforts de MacDonald pour mettre en doute l'authenticité de la lettre ne purent rien contre l'acceptation générale du document par les cercles gouvernementaux. Il déclara à son cabinet qu'il « se sentait comme un homme cousu dans un sac et jeté à la mer »[réf. nécessaire].

### Résultat des élections
Les conservateurs remportèrent une victoire décisive aux élections d'octobre 1924, mettant fin au premier gouvernement travailliste du pays. Après que les conservateurs eurent formé un gouvernement avec Stanley Baldwin comme Premier ministre, un comité de cabinet examina la lettre et conclut qu'elle était authentique. Le gouvernement conservateur n'entreprit aucune recherche supplémentaire, malgré de persistantes dénonciations de la lettre comme fausse. Le 21 novembre 1924, le gouvernement résilia le traité de commerce avec l'Union soviétique, qui n'avait pas encore été ratifié. Toutefois, le MI5 se persuada, à la même époque, que la lettre était un faux. Pour protéger sa réputation, il s'abstint d'informer le gouvernement, qui continua à croire la lettre authentique.

### Démenti de Zinoviev
Le Komintern et le gouvernement soviétique ne cessèrent de nier vigoureusement l'authenticité du document. Grigory Zinoviev émit le 27 octobre 1924 (deux jours avant les élections) un démenti qui fut finalement publié dans le numéro de décembre 1924 de The Communist Review, la revue théorique mensuelle du Parti communiste de Grande-Bretagne, bien après la chute du gouvernement MacDonald. Zinoviev déclarait :
« La lettre du 15 septembre 1924 qui m'a été attribuée est du premier au dernier mot une fabrication. Prenons l'en-tête. L'organisation dont je suis le président ne se décrit jamais officiellement comme le « Comité exécutif de la troisième Internationale communiste  »; le nom officiel est « Comité exécutif de l'Internationale communiste  ». Tout aussi incorrecte est la signature « The Chairman of the Presidium » (Le président du présidium). Le faussaire s'est montré très stupide dans le choix de la date. Le 15 septembre 1924, je passais un congé à Kislovodsk et n'aurais donc pas pu signer une lettre officielle. [...] Il n'est pas difficile de comprendre pourquoi certains des dirigeants du bloc libéral-conservateur recourent à des méthodes comme la fabrication de documents. Apparemment, ils ont sérieusement pensé qu'ils parviendraient, à la dernière minute avant les élections, à créer la confusion dans les rangs des électeurs qui sympathisent sincèrement avec le traité entre l'Angleterre et l'Union soviétique. Il est beaucoup plus difficile de comprendre pourquoi le Foreign Office, qui est toujours sous le contrôle du Premier ministre MacDonald, ne s'est pas abstenu de faire usage d'une telle fabrication digne de la Garde blanche. »

### Impact

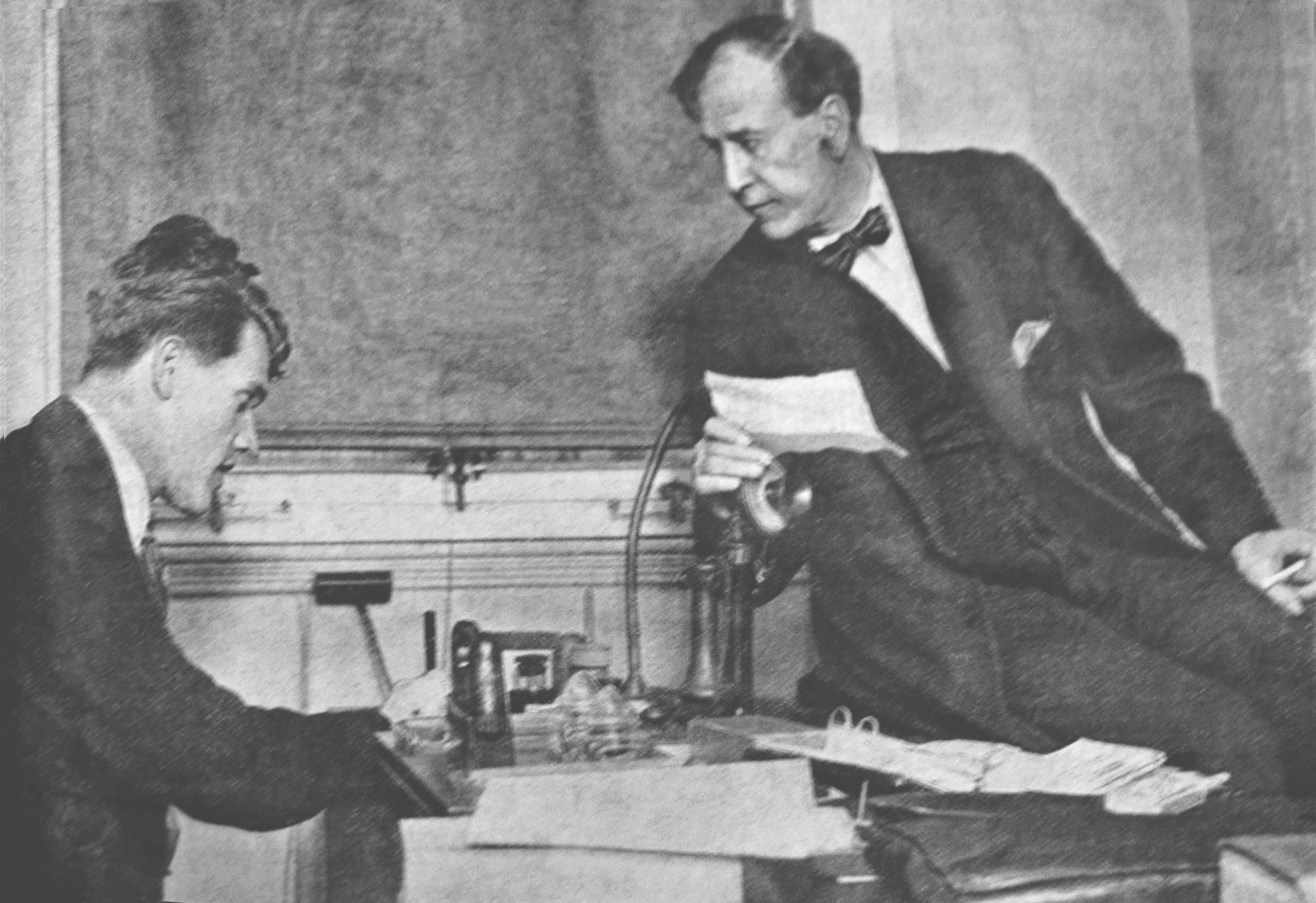
Christian Rakovsky dicte la Note au gouvernement britannique en réponse à la « lettre de Zinoviev ».

Les historiens s'accordent maintenant à penser que la lettre eut peu d'effet sur le vote travailliste, qui fut loin d'être laminé. En revanche, la lettre provoqua l'effondrement du vote libéral, entraînant une victoire décisive des conservateurs. Selon Robert Rhodes James, la lettre fournit au Parti travailliste « une magnifique excuse de ses échecs et de sa défaite. Les insuffisances du gouvernement qui s'étaient révélées pendant sa brève existence pouvaient être ignorées. » En effet, de nombreux travaillistes imputèrent pendant des années leur défaite à la lettre et par là, comme le note Taylor, se méprirent sur les forces politiques en présence et retardèrent des réformes nécessaires dans le parti travailliste,,.
Le résultat des élections ne fut pas désastreux pour le parti travailliste. Les conservateurs faisaient un retour décisif, gagnant 155 sièges, ce qui portait à 413 le nombre de leurs représentants au Parlement. Les travaillistes perdaient 40 sièges et en gardaient 151. Les libéraux perdaient 118 sièges, ce qui ne leur en laissait que 40, et le nombre de voix en leur faveur avait diminué de plus d'un million. Le véritable enseignement des élections était que le parti libéral — déjà supplanté en 1922 par le parti travailliste en tant que second parti politique par importance numérique — était clairement devenu un petit parti.
Une étude britannique de 1967 estime que le parti travailliste était de toute façon voué à la défaite en octobre 1924 et soutient que le principal effet de la prétendue communication du Komintern fut celui qu'elle eut sur les relations anglo-soviétiques :
« Sous Baldwin, le gouvernement britannique s'est désengagé de ses liens diplomatiques avec Moscou. La Russie soviétique est devenue plus isolée et, par nécessité, plus isolationniste. [...] La lettre de Zinoviev a durci les attitudes et les a durcies à un moment où l'Union soviétique devenait plus disposée à des contacts diplomatiques avec le monde capitaliste. Les partisans de la révolution mondiale étaient supplantés par des esprits moins rigides, les adeptes de la doctrine stalinienne du socialisme dans un seul pays. »

## Travaux historiques

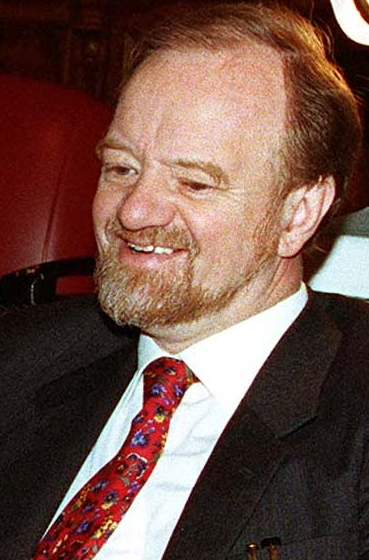
Robin Cook, ministre des Affaires étrangères, prescrivit en 1998 un examen historique officiel de la lettre de Zinoviev.

Le premier travail historique sur la prétendue lettre de Zinoviev est une monographie de 1967 publiée par trois journalistes britanniques travaillant pour le Sunday Times. Les auteurs, Lewis Chester, Steven Fay et Hugo Young (en), soutenaient que deux membres d'une organisation monarchiste russe appelée la Fraternité de saint Georges avaient composé le document à Berlin. Irina Bellegarde, veuve d'Alexis Bellegarde, un des deux hommes qu'on disait avoir écrit la lettre, fournit aux chercheurs un témoignage direct : elle attesta que la fabrication du faux s'était faite en sa présence. Selon elle, son époux avait rédigé la lettre après qu'un camarade d'émigration à lui, Alexander Gumansky, lui eut dit que cela avait été demandé par « une personne en position d'autorité à Londres ». Gurmansky et Bellegarde furent plus tard condamnés à mort par contumace par un tribunal soviétique. Pendant la Seconde Guerre mondiale, Bellegarde fut contraint de travailler pour la section russe de l'Abwehr (service de renseignement de l'état-major allemand) à Berlin; il y a des raisons de penser qu'il était le très efficace agent double britannique connu sous le surnom Outcast. Il avait été avant la guerre une importante source d'informations sur l'Union soviétique pour le Secret Intelligence Service (MI6), ce qui soulève la possibilité qu'il ait déjà eu des liens avec le renseignement britannique quand 
il fut mêlé à la fabrication de la lettre de Zinoviev.
Les auteurs de la lettre auraient étudié de nombreux documents et signatures bolcheviques avant de créer un document sensationnel destiné à saper les relations du régime soviétique avec le Royaume-Uni. Le Foreign Office reçut le faux le 10 octobre 1924, deux jours après la défaite du gouvernement MacDonald sur une motion de confiance émanant des libéraux. Malgré la nature douteuse du document, on le fit publier, des membres du parti conservateur collaborant avec des fonctionnaires du Foreign Office dans ce que Chester, Fay et Young ont qualifié de conspiration.
Le livre de ces derniers incita le Foreign Office à étudier lui-même l'affaire. Pendant trois ans, Milicent Bagot, du MI5, examina les archives et interviewa des témoins encore en vie. Elle donna un long compte rendu de l'affaire, mais l'article ne fut pas publié parce qu'il contenait des informations sensibles de nature opérationnelle et personnelle. Néanmoins, le travail de Bagot se révéla important comme source secondaire quand le Foreign Office réexamina la question près de trente ans plus tard.
Au début de 1998, on annonça la parution imminente d'un livre censé contenir des révélations sur les origines de la « lettre de Zinoviev », fondées sur des renseignements provenant des archives soviétiques. Cela amena de nouvelles spéculations dans la presse et des questions parlementaires. En réponse, le Foreign Secretary Robin Cook fit savoir le 12 février 1998 que, dans l'intérêt de la transparence, il avait chargé les historiens du Foreign Office d'établir un mémorandum historique sur la lettre de Zinoviev à l'aide des documents d'archives.
Le résultat de cette enquête fut publié en janvier 1999 dans un article de l'historienne en chef du Foreign Office, Gill Bennett. Bennett avait eu un accès sans entraves aux archives du Foreign Office, du MI6 et du MI5. Au cours de ses recherches, elle voyagea également à Moscou pour étudier les archives du Comité exécutif de l'Internationale communiste, celle du Comité central du Parti communiste de l'Union soviétique et les archives du Parti communiste de Grande-Bretagne, conservées au Komintern. Bien que la publication de tous les détails opérationnels fût impossible en raison de lois britanniques de decret, l'article de Bennett reste l'exposé définitif sur l'affaire de la « lettre de Zinoviev ». Il montrait que la lettre contenait des déclarations semblables à celles que Zinoviev avait faites à d'autres partis communistes et, en d'autres moments, au Parti communiste de Grande-Bretagne, mais qu'à l'époque de la lettre (où le traité de commerce anglo-soviétique était en cours de négociation et où des élections générales approchaient), Zinoviev et l'État soviétique étaient plus mesurés à l'égard des Britanniques. Bennett, malgré ses amples recherches, concluait qu'« il est impossible de savoir qui écrivit la lettre de Zinoviev », mais elle inclinait à penser que le faux avait été commandité par des agents d'influence russes blancs et exécuté par des faussaires à Berlin ou dans un État balte, très probablement à Riga.
En 2006, Bennett incorpora certaines de ses découvertes sur la lettre de Zinoviev au quatrième chapitre de sa biographie de l'officier du MI6 Desmond Morton. Un autre livre de 2006 attribue la paternité de la lettre à Vladimir Orlov (ru) (1882-1941), qui avait été un agent du baron Wrangel pendant la guerre civile russe.
En 2011, Jonathan Pile publia à compte d'auteur un livre intitulé Churchill's Secret Enemy, retraçant la mystérieuse carrière du fonctionnaire britannique Joseph Ball (en). Pile eut accès aux papiers de Ball, conservés à la Bodleian Library, ainsi qu'à d'autres sources consultables depuis peu. La thèse soutenue par Pile dans son livre est que la lettre de Zinoviev fut vraisemblablement fabriquée par Ball (à l'époque officier vétéran du MI5) et par ses acolytes. L'historienne Gill Bennett, dans un ouvrage de 2018 où elle dit avoir profité de la connaissance que Pile a des archives, concède à Pile qu'il est possible que Ball ait eu dans l'épisode de la lettre un rôle plus important qu'on ne l'avait pensé, mais elle considère que bon nombre d'arguments de Ball reposent sur des idées erronées.
En 2017, le gouvernement britannique déclara avoir égaré un dossier entier de pièces sur le scandale de la lettre. Le gouvernement refusait (« nor would ») de dire si des copies de ces pièces avaient été faites.
En 2018, Bennett a publié un livre : The Zinoviev Letter: The Conspiracy that Never Dies.